# Quận Yellowstone, Montana
Quận Yellowstone là một quận thuộc tiểu bang Montana, Hoa Kỳ. Quận lỵ đóng ở Billings6. Quận được đặt tên theo sông Yellowstone chảy qua quận từ tây nam đến tây bắc.
. Dân số theo điều tra năm 2000 của Cục điều tra dân số Hoa Kỳ là 129.352 người.2Dân số năm 2006 là 138.213 người. Đây là quận đông dân nhất bang, dân số năm 2025 ước đạt 170.088 người.

## Địa lý
Theo Cục điều tra dân số Hoa Kỳ, quận này có diện tích km2, trong đó có km2 là diện tích mặt nước.

### Các quận giáp ranh
- Quận Musselshell - bắc
- Quận Rosebud - đông bắc
- Quận Treasure - đông
- Quận Big Horn - nam và đông nam
- Quận Carbon - tây nam
- Quận Stillwater - tây
- Quận Golden Valley - tây bắc

## Thông tin nhân khẩu
Theo điều tra dân số 2 năm 2000, quận này đã có dân số 129.352 người, 52.084 hộ gia đình, và 34.219 gia đình sống trong quận hạt. Mật độ dân số là 49 người trên một dặm vuông (19/km ²). Có 54.563 đơn vị nhà ở mật độ trung bình là 21 trên một dặm vuông (8/km ²). Thành phần chủng tộc của cư dân sinh sống trong quận gồm 92,78% người da trắng, 0,45% da đen hay Mỹ gốc Phi, 3,05% người Mỹ bản xứ, 0,54% châu Á, Thái Bình Dương 0,04%, 1,26% từ các chủng tộc khác, và 1,87% từ hai hoặc nhiều chủng tộc. 3,70% dân số là người Hispanic hay Latino thuộc một chủng tộc nào. 31,1% là người gốc Đức, Na Uy 10,4%, Ailen 9,7%, 9,3% gốc Anh và 5,4% gốc Mỹ theo điều tra dân số năm 2000.
Có 52.084 hộ, trong đó 31,60% có trẻ em dưới 18 tuổi sống chung với họ, 51,80% là đôi vợ chồng sống với nhau, 10,10% có nữ hộ và không có chồng, và 34,30% là không lập gia đình. 27,90% hộ gia đình đã được tạo ra từ các cá nhân và 10,10% có người sống một mình65 tuổi hoặc cao hơn. Cỡ hộ trung bình là 2,43 và cỡ gia đình trung bình là 2,98.
Trong quận cơ cấu độ tuổi dân cư được trải ra với 25,50% dưới độ tuổi 18, 9,30% 18-24, 28,70% 25-44, 23,20% từ 45 đến 64, và 13,30% từ 65 tuổi trở lên người. Độ tuổi trung bình là 37 năm. Đối với mỗi 100 nữ có 95,20 nam giới. Đối với mỗi 100 nữ 18 tuổi trở lên, đã có 91,60 nam giới.
Thu nhập trung bình cho một hộ gia đình trong quận đạt mức USD 36.727, và thu nhập trung bình cho một gia đình là USD 45.277. Phái nam có thu nhập trung bình USD 33.475 so với 21.566 USD đối với phái nữ. Thu nhập bình quân đầu người là 19.303 USD. Có 8,50% gia đình và 11,10% dân số sống dưới mức nghèo khổ, bao gồm 14,50% những người dưới 18 tuổi và 7,40% của những người 65 tuổi hoặc cao hơn.